# Karl Anton von Harrach zu Rohrau
Graf Karl Anton von Harrach zu Rohrau (* 4. August 1692; † 21. März 1758) war kaiserlicher Kämmerer, Oberst-Erblandstallmeister in Österreich ob und unter der Enns, Regimentsrat und Viertelkommissär im Viertel unter dem Wiener Wald. Auf seinem Gut Rohrau kam 1732 der bekannte Komponist Joseph Haydn zur Welt.
Im Jahr 1718 wurde er Verordneter der niederösterreichischen Landschaft aus dem Herrenstand. Außerdem wurde er am 18. Juni 1733 in den Ausschuss berufen, bevor er 1746 auch noch zum Geheimen Rat ernannt wurde. Obwohl er nicht bei Militär war, wurde er am 4. Mai 1742 zum Feldmarschall-Lieutenant ernannt.
Nach seinem Tod 1758 wurde er in der Familiengruft in der Augustiner Hofkirche in Wien beigesetzt.

## Herkunft und Familie
Seine Eltern waren Ernst Anton Wenzel von Harrach (* 13. Februar 1665; † 11. März 1718) und dessen erster Ehefrau die Gräfin Katharina Marie Constanze von Herberstein (* 30. November 1670; † 12. Oktober 1694). Er war das einzige Kind des Paares.
Harrach heiratete am 25. April 1719 die Gräfin Maria Catharina von Buquoy (* 30. Mai 1701; † 22. April 1768). Das Paar hatte mehrere Kinder:
- Franz Anton Nikolaus Karl (* 13. Januar 1720; † 15. September 1768), kaiserlicher Kämmerer ⚭ 1763 Maria Antonia von Falkenhayn (* 1738; † 13. April 1809), Eltern von Aloys Leonhard von Harrach zu Rohrau (1767–1827), Feldmarschall-Lieutenant[5]
- Maria Renata Elisabeth Katharina (Theresia) (* 8. März 1721; † 14. Mai 1788)

⚭ 1737 Anton Maria Melzi († 15. März 1748)
⚭ Francesco III. Maria d’Este (* 2. Juli 1698; † 22. Februar 1780)
- Ernst Johann Nepomuk Cajetan (1722–1723)
- Maria Josepha Elisabeth (* 9. Februar 1724; † 8. April 1777) ⚭ Adam Anton Grundemann von Falkenberg († 1778)
- Maria Anna Eleonore Walburga (* 28. Februar 1725) ⚭ Graf Wenzel Johann Eustach von Sinzendorf-Ernstbrunn (* 19. Februar 1724; † 25. Mai 1773), Eltern von Rudolph von Sinzendorf
- Maria Franziska Johanna (* 4. Oktober 1726; † 9. September 1764)
- Aloys Ernst Johann (* 21. Juni 1728; † 19. Juni 1800), kaiserlicher Feldmarschall-Lieutenant sowie Landkomtur des Deutschen Ordenes
- Johann Nepomuk Karl Anton (* 16. Mai 1730; † 18. Juni 1760)
- Willibald Franz (1731–1731)
- Maria Antonia (1734–1734)
- Leopold Joseph Karl (* 9. Februar 1736; † 15. November 1759)
- Franz Johann Joseph (* 22. Juli 1737; † 17. Oktober 1796)
- Ferdinand Johann Joseph (* 11. November 1740; † 27. September 1796), kaiserlicher Feldmarschall-Lieutenant ⚭ Josepha Theresia Baum von Appelshofen